# 第三次伊普爾戰役
第三次伊珀爾戰役（英語：Third Battle of Ypres），又稱帕森達勒戰役（法語：bataille de Passchendaele）、第三次佛兰德战役（德語：Dritte Flandernschlacht），為第一次世界大戰期間，德意志帝國與英法之間的一場戰役。至1917七月至十一月間，為了爭奪西佛兰德省的伊珀爾市的東邊以及南邊的山嶺，該戰役在西線發生，作為協約國在1916年十一月至1917年五月間協調出的戰略之一。帕森达勒坐落於伊珀爾東邊的山嶺邊上，距離鲁瑟拉勒僅八公里遠。魯瑟拉勒是布魯日與科特賴克鐵路的交接點，同時也是德國第四軍團的主要補給路線。只要帕森達勒被佔領，協約國就能繼續推進至托爾豪特－庫克拉勒一線。
之後的推進以及英國在比利時沿岸至尼烏波特的支援攻勢，包含兩棲登陸行動靜謐行動預計會完全佔領比利時沿海地區並與荷蘭接壤。盡管一場德軍的大型撤退在十月初時看似已經不可避免，不過由於德軍第四軍團的抵抗，八月時不尋常的潮濕天氣，秋初的十月雨以及英法支援義大利所造成的資源分流，德國人最後成功避免了大撤退的發生。隨著帕森達勒被加拿大軍隊佔領，這場戰鬥也在十一月告終。而除了這場戰役之外，協約國在完全佔領比利時沿岸地區以及抵達荷蘭邊境前，還與德軍爆發了利斯河戰役以及第五次伊珀爾戰役。